# Ciak d'oro per il migliore produttore
Il Ciak d'oro per il migliore produttore è un premio assegnato nell'ambito dei Ciak d'oro che premia un produttore di un film italiano. Viene assegnato attraverso una giuria tecnica composta da giornalisti e esperti del settore dal 1987. Il premio non è stato assegnato nel periodo compreso tra il 1988 e il 2002.

## Vincitori e candidati
I vincitori sono indicati in grassetto, a seguire gli altri candidati.

### Anni 1980
- 1987 – Franco Committeri per La famiglia[1]

### Anni 2000
- 2003 – Domenico Procacci per Ricordati di me, L'imbalsamatore, Respiro, Velocità massima[2]
  - Antonio Avati per Il cuore altrove
  - Riccardo Tozzi, Maurizio Totti, Marco Chimenz e Giovanni Stabilini per Io non ho paura
  - Tilde Corsi e Gianni Romoli per La finestra di fronte
  - Nicoletta Braschi per Pinocchio
- 2004 – Angelo Barbagallo per La meglio gioventù[3]
  - Gianluca Arcopinto e Andrea Occhipinti per Ballo a tre passi
  - Aurelio De Laurentiis per Che ne sarà di noi
  - Donatella Botti per L'amore ritorna, L'odore del sangue e Mi piace lavorare (Mobbing)
  - Riccardo Tozzi, Giovanni Stabilini, Marco Chimenz e Giampaolo Letta per Non ti muovere
- 2005 – Aurelio De Laurentiis per Manuale d'amore[4]
  - Nicola Giuliano, Francesca Cima, Domenico Procacci e Angelo Curti per Le conseguenze dell'amore
- 2006 – Angelo Barbagallo e Nanni Moretti per Il caimano[5]
  - Nicola Giuliano, Francesca Cima e Domenico Procacci per La guerra di Mario
  - Fulvio Lucisano, Federica Lucisano e Giannandrea Pecorelli per Notte prima degli esami
  - Alessandro Passadore, Marco Manetti e Antonio Manetti per Piano 17
  - Riccardo Tozzi, Marco Chimenz e Giovanni Stabilini per Romanzo criminale
- 2007 – Donatella Botti per L'aria salata e A casa nostra[6]
  - Carlo Degli Esposti, Giorgio Magliulo e Andrea Costantini per Anche libero va bene
  - Nicola Giuliano, Francesca Cima e Domenico Procacci per L'amico di famiglia
  - Riccardo Tozzi, Giovanni Stabilini e Marco Chimenz per Mio fratello è figlio unico
  - Fabrizio Mosca per Nuovomondo
- 2008 – Francesca Cima e Nicola Giuliano per La ragazza del lago[7]
  - Domenico Procacci per Caos calmo
  - Lionello Cerri per Giorni e nuvole
  - Giorgio Diritti, Simone Bachini e Mario Chemello per Il vento fa il suo giro
  - Beppe Caschetto e Rita Rognoni per Non pensarci
- 2009 – Francesca Cima, Nicola Giuliano, Andrea Occhipinti e Maurizio Coppolecchia per Il divo
  - Angelo Barbagallo e Gianluca Curti per Fortapàsc
  - Domenico Procacci per Gomorra e Lezione ventuno
  - Matteo Garrone per Pranzo di ferragosto
  - Angelo Rizzoli per Si può fare

### Anni 2010
- 2010 – Simone Bachini e Giorgio Diritti per L'uomo che verrà[8]
  - Mario Cotone per Baarìa
  - Benedetto Habib, Fabrizio Donvito e Marco Cohen per La prima cosa bella
  - Domenico Procacci per Mine vaganti
  - Mario Gianani per Vincere
- 2011 – Gregorio Paonessa, Marta Donzelli, Susanne Marian, Philippe Bober, Gabriella Manfré, Andres Pfaeffli e Elda Guidinetti per Le quattro volte[9]
- 2012 – Domenico Procacci per Diaz - Don't Clean Up This Blood[10]
  - Grazia Volpi per Cesare deve morire
  - Francesco Bonsembiante per Io sono Li
  - Riccardo Tozzi, Giovanni Stabilini e Marco Chimenz per Romanzo di una strage
  - Nicola Giuliano, Francesca Cima e Andrea Occhipinti per This Must Be the Place
- 2013 – Carlo Cresto-Dina, Tiziana Soudani e Paolo Del Brocco per L'intervallo[11]
  - Riccardo Tozzi, Giovanni Stabilini e Marco Chimenz per Bella addormentata ed Educazione siberiana
  - Nicola Giuliano e Francesca Cima per Benvenuto Presidente!
  - Isabella Cocuzza e Arturo Paglia per La migliore offerta
  - Angelo Barbagallo per Viva la libertà
- 2014 – Francesca Cima e Nicola Giuliano per La grande bellezza[12]
  - Mario Gianani e Lorenzo Mieli per La mafia uccide solo d'estate
  - Riccardo Scamarcio e Viola Prestieri per Miele
  - Domenico Procacci e Matteo Rovere per Smetto quando voglio
  - Pietro Valsecchi per Sole a catinelle
- 2015 – Cinemaundici e Ipotesi Cinema per Torneranno i prati[13]
  - Carlo Cresto-Dina per Le meraviglie
  - Carlo Degli Esposti, Patrizia Massa e Nicola Serra per Il giovane favoloso
  - Nicola Giuliano, Francesca Cima e Carlotta Calori per Il ragazzo invisibile
  - Nanni Moretti e Domenico Procacci per Mia madre
- 2016 – Valerio Mastandrea di Kimera Film, con Rai Cinema e Taodue per il film Non essere cattivo[14]
- 2017 – Claudio Bonivento per Il permesso - 48 ore fuori[15]
  - Beppe Caschetto, Rita Rognoni, Valerio Mastandrea e Gianni Zanasi per Fiore
  - Attilio De Razza e Pierpaolo Verga per il film Indivisibili
  - Attilio De Razza per L'ora legale
  - Marco Belardi per La pazza gioia
  - Riccardo Tozzi, Giovanni Stabilini e Marco Chimenz per Mister felicità
- 2018 – Maria Carolina Terzi, Luciano Stella e Paolo Del Brocco per Gatta Cenerentola[16]
  - Paolo Carpignano e Jon Coplon per A Ciambra
  - Carlo Macchitella, e i Manetti Bros. per Ammore e malavita
  - Luca Guadagnino, Marco Morabito e Francesco Melzi d'Eril per Chiamami col tuo nome
  - Marta Donzelli e Gregorio Paonessa per Nico, 1988
- 2019 – Andrea Occhipinti, Luigi Musini e Olivia Musini per Sulla mia pelle[17]
  - Matteo Garrone e Paolo Del Brocco per Dogman[18]
  - Matteo Garrone e Andrea Paris per Il primo re[18]
  - Carlo Degli Esposti e Nicola Serra per La paranza dei bambini[18]
  - Luca Guadagnino, Silvia Venturini Fendi, Marco Morabito, Francesco Melzi d'Eril e Gabriele Moratti per Suspiria[18]

### Anni 2020
- 2020 – Pepito Produzioni per Favolacce[19]

## Vincitori plurimi
| Numero di vittorie | Vincitore         | Anni             |
| ------------------ | ----------------- | ---------------- |
| 3                  | Nicola Giuliano   | 2008, 2009, 2014 |
| 2                  | Angelo Barbagallo | 2004, 2006       |
| 2                  | Andrea Occhipinti | 2009, 2019       |
| 2                  | Domenico Procacci | 2003, 2012       |